# H album -H・A・N・D-
《H album -H・A・N・D-》은 KinKi Kids의 8번째 앨범이다. 2005년 11월 16일 발매. 최고순위는 1위이다.
부제인 -H・A・N・D-는 영어의미 그대로 '손'을 나타내기도 하며 "Heart & Harmony & Happiness & Honey & Honey & Hope and more..."와 'Have A Nice Day' 두가지를 뜻하기도 한다.

## 수록곡
1. Arabesque ～千夜一夜の夢～
작사・작곡: 井手コウジ(이데 코우지)　편곡: 鈴木雅也(스즈키 마사야)
2. Anniversary
작사: Satomi　작곡: 織田哲郎(오다 테츠로)　편곡: 家原正樹(이에하라 마사키)
KinKi Kids의 20번째 싱글
3. 恋涙
작사: 堂本剛(도모토 쯔요시)　작곡: 堂本光一(도모토 코이치)　편곡: 石塚知生(이시즈카 토모오)
제목인 恋涙는 '사랑할 때 흐르는 눈물'이라는 뜻
4. 【AOZORA】
작사: 高須光聖(미카즈미 쯔요시)　작곡: 大智(다이치)/宮崎誠(미야자키 마코토)　편곡: 佐藤泰将(사토 야스마사)
5. キミハカルマ
작사: 前田たかひろ(마에다 타카히로)　작곡: 大智(다이치)　편곡: 家原正樹(이에하라 마사키)
6. Love Me More
작사: 白井裕紀(시라이 유우키)/新美香(아라타 미카)　작곡: Marcus Dernulf/Marit Woody　편곡: ha-j
도모토 코이치 솔로곡
7. Breath
작사・작곡: 河口恭吾(카와구치 케이코)　편곡: 武藤良明(무토 요시아키)
도모토 쯔요시 솔로곡
8. WATER SCREEN -theme of H-
작곡・편곡: 十川知司(소가와 토모지)
9. ビロードの闇
작사: Satomi　작곡: 林田健司(하야시다 켄지)　편곡: CHOKKAKU
KinKi Kids의 21번째 싱글
10. ダイヤモンド・ストーリー
작사: 松本素生(마츠모토 소우)　작곡: 飯岡隆志(이오카 타카시)　편곡: CHOKKAKU
11. 駅までは同じ帰り道
작사: 久保田洋司(쿠보타 나다츠카사)　작곡: 飯田建彦(이이다 타케히코)　편곡: 長岡成貢(나가오카 나리츠구)
12. 未完のラブ・ソング
작사・작곡・편곡: Gajin
13. 99%LIBERTY
작사: 前田たかひろ(마에다 타카히로)　작곡: 織田哲郎(오다 테츠로)　편곡: 家原正樹(이에하라 마사키)

- 통상반 수록
14.　In My Heart
　　　작사・작곡: オオヤギヒロオ(오오야기 히로오)　편곡: 石塚知生(이시즈카 토모오)